# 新戈申 (印第安納州)
新戈申（英語：New Goshen）是位於美國印地安納州維哥縣的一個人口普查指定地區。該地的面積和人口皆未知。

## 地理
新戈申所處的海拔為高於海平面196米（即643英呎），而該地所採用的時區為UTC-5，即北美東部時區（EST）。同時該地設有夏令時間，為UTC-5調快一小時，即UTC-4（EDT）。